# 류센도

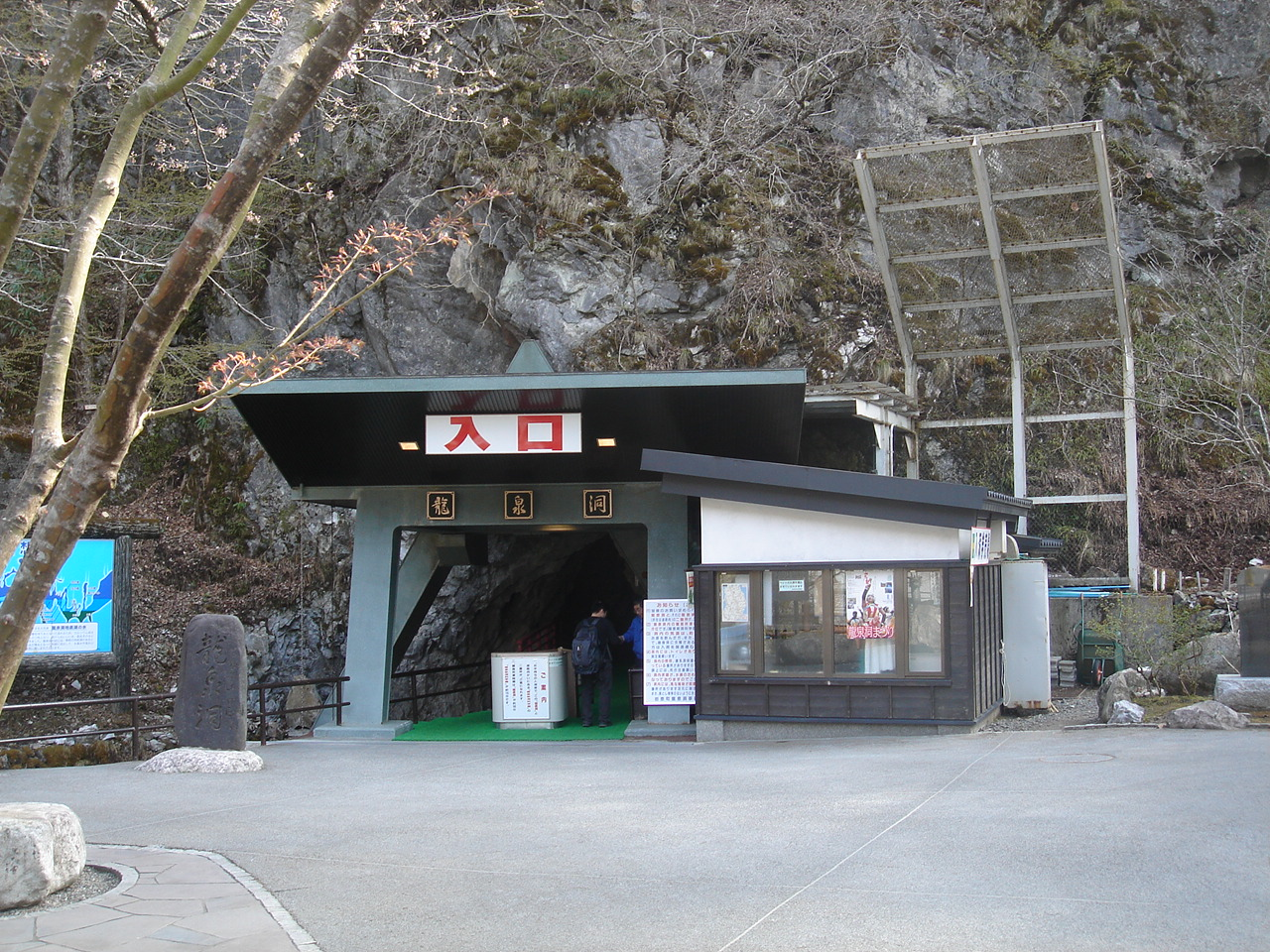
류센도

류센도(일본어: 龍泉洞)는 일본 이와테현 시모헤이군 이와이즈미정에 있는 석회암 동굴이다. 아키요시도·류가도과 함께 일본 3대 종유동중 하나로 꼽힌다. 많은 지저호를 가지고 있는 것으로 알려져, 지저호의 물은 류센도 지저호의 물로서 1985년 명수백선의 하나로 선정되고 있다.